# Perla di Labuan
Perla di Labuan è l'epiteto con cui si fa riferimento nei romanzi di Emilio Salgari al personaggio immaginario di Lady Marianna Guillonk, la fanciulla amata da Sandokan, protagonista del ciclo indo-malese dello scrittore. Il nome deriva dal poema di Raja Indera Mahkota sulla perdita di Labuan da parte del Brunei: Syair Rakis o "La perla perduta".
Lady Marianna era nipote di un lord inglese (James Guillonk), stretto collaboratore del governatore James Brooke, detto "lo sterminatore dei pirati", ovvero l'antagonista di Sandokan.

## Caratterizzazione del personaggio
Secondo quanto riportato nei romanzi, Lady Marianna era nata in Italia, in una località imprecisata sul golfo di Napoli, da madre italiana e da un lord inglese, ma sarebbe rimasta ben presto orfana e affidata, a undici anni, al solo parente rimastole, lo zio James Guillonk, che la portò con sé nel Borneo. Così la descrive Salgari:
Aveva una testolina ammirabile, con due occhi azzurri come l'acqua del mare, una fronte d'incomparabile precisione, sotto la quale spiccavano due sopracciglia leggiadramente arcuate e che quasi si toccavano. Una capigliatura bionda le scendeva in pittoresco disordine, come una pioggia d'oro, sul bianco busticino che le copriva il seno...»
(Descrizione del personaggio, Emilio Salgari, Le tigri di Mompracem.)
Le vicende che la riguardano sono contenute soprattutto ne Le tigri di Mompracem, romanzo imperniato proprio sull'amore di Sandokan per Lady Marianna e la lotta da lui condotta per portarla via allo zio. Dopo averla conquistata, il pirata annuncia la fine della propria attività piratesca e si dirige, con colei che diverrà sua sposa, all'isola di Giava. La bella storia sarà però destinata a durare poco poiché Marianna morirà di colera poco tempo dopo e verrà sepolta nella città di Batavia. Le avventure del romanzo successivo (I pirati della Malesia) si svolgono quando lei è morta già da due anni.
Sandokan ricorderà sempre la sua perduta sposa, e in suo onore battezzerà le migliori imbarcazioni della sua flotta: la "Perla di Labuan" e la "Marianna".
«La "Perla di Labuan", con la quale il capo dei pirati di Mompracem stava per intraprendere l'audace spedizione, era uno dei più grandi e belli prahos tra quelli che solcavano gli ampi mari della Malesia. Stazzava centocinquanta o centosessanta tonnellate, il triplo dei prahos ordinari. Strettissima aveva la carena, svelte le forme, alta e solida la prua, fortissimi gli alberi e amplissime le vele, i cui pennoni non misuravano meno di sessanta metri. A vento largo, doveva filare come una rondine marinara e lasciarsi di gran lunga indietro i più rapidi steamers e i più veloci velieri d'Asia e d'Australia.» La nave ebbe vita breve, in quanto fu fatta affondare dallo stesso Sandokan per avere il pretesto di salire, come naufrago, sull'"Helgoland" e impadronirsene.
L'altra nave, la "Marianna", avrà vita più lunga ed è attiva per tutto il romanzo Le due tigri e finisce la propria esistenza, ormai vecchia, solo alla fine de Il Re del Mare; dalla descrizione che ne fa Salgari appare molto simile alla "Perla": Sembrava un veliero malese, dalle dimensioni straordinarie delle sue vele, la cui superficie era immensa, però lo scafo non era precisamente simile a quello dei prahos, non essendo provvisto di bilancieri per appoggiarsi meglio sulle onde quando le raffiche aumentano di violenza, né avendo al centro quella tettoia che chiamasi attap. Anzi era costruito, a quanto pareva, con lamine di ferro anziché di legno, non aveva la poppa bassa, la tolda era sgombra e poi stazzava tre volte di più dei prahos ordinari, i quali di rado hanno una portata di cinquanta tonnellate.

## La cugina
(Emilio Salgari, I pirati della Malesia.)
Il ricordo di Marianna Guillonk riappare in molte occasioni anche perché un'altra eroina, Ada Corishant, amata da Tremal-Naik e al centro di lunghe avventure, era la figlia di un fratello della madre di Marianna, il capitano Harry Corishant. Tale parentela appare incoerente con le asserite origini italiane della madre di Marianna, perché il fratello, che nel corso delle sue vicende muterà anche il nome in Harry Macpherson, appare inequivocabilmente di origine scozzese. Il che potrebbe essere dovuto a mancata revisione da parte di Salgari, il quale scriveva e pubblicava velocemente i suoi romanzi per guadagnare. 
I lineamenti di Ada appaiono assai simili a quelli della defunta Marianna e in più occasioni Sandokan, al vederla, rimane turbato dal ricordo dell'amata. In virtù dei meriti acquisiti salvando Ada, James Guillonk finirà per riappacificarsi con Sandokan e collaborerà a farlo evadere quando questi sarà catturato da James Brooke.

## Adattamenti
Nello sceneggiato del 1976, Marianna a differenza che nel libro non rimane viva, per poi morire di malattia dietro le quinte della narrazione, bensì rimane colpita a morte da un proiettile nell'ultima puntata.
Una parodia del personaggio, interpretata da Paperina, è tra i protagonisti della storia a fumetti Disney Sandopaper e la perla di Labuan (1976) scritta da Michele Gazzarri e disegnata da Giovan Battista Carpi (in cui è chiamata Paperanna) e del suo remake Sandopaper (2024) scritto da Alessandro Sisti e disegnato da Andrea Freccero (in cui è chiamata Marianna).
Nella serie televisiva Sandokan - La tigre della Malesia prodotta da MondoTV, non è nipote di Guillonk ma direttamente di James Brooke, che lei non apprezza, mentre Lord Guillonk sostituisce il personaggio di William Rosenthal quale aspirante alla mano di lei. Vive con lo zio e l'affezionata governante autoctona Nani (chiamata Luna una volta nel sesto episodio del cartone, a meno che Nani non sia un appellativo), trova noiosi gli ambienti dell'aristocrazia inglese, ama cavalcare e suonare il violino, contrariando le opinioni di Broke su quanto tutto ciò ciò potrebbe influire sull'educazione di lei. Innamoratasi di Sandokan e saputo del passato di lui, riesce a fuggire con il principe-pirata e i Tigrotti per un po', finché per salvare l'amato dalla morte non si offre di tornare a Labuan con Guillonk e lo zio prova invano ad accasarla a quest'ultimo. Alla fine della serie va a vivere a Sarawak con Sandokan. Non muore, anzi diventa co-protagonista anche dei due seguiti del cartone, in particolare in Sandokan - La tigre ruggisce ancora rincontrerà l'odiato zio che ha assunto l'identità  del "Rajah Bianco" (titolo che si ispira a quello reale di Brooke).

## Influenza culturale
Nel 1973 il cantante Rino Gaetano, con lo pseudonimo Kammamuri's, dedicò alla Perla di Labuan il suo singolo di esordio dal titolo  I Love You Maryanna/Jaqueline.
Tra i personaggi ideati da Salgari Lady Marianna è stato uno di quelli che per decenni popolarono l'immaginario e i giochi di bambini e adolescenti. A seconda della generazione la conoscenza della Perla di Labuan e le sue caratteristiche si basavano o sulla lettura diretta del testo salgariano o sulle opere cinematografiche derivate e, in particolare, sullo sceneggiato del 1976.
Umberto Eco in Apocalittici e integrati paragona l'incontro di Marcel con Albertine a quello di Sandokan con la Perla di Labuan, e così commenta poi il passo citato: " Qualcuno delle generazioni a venire vorrà rimproverarci se, nella nostra infanzia, sentimmo per la prima volta, con la testa prima che coi sensi, le dimensioni della passione attraverso la macchina provocatrice architettata da Emilio Salgàri?"; Eco cita poi la Perla di Labuan nel suo secondo romanzo Il pendolo di Foucault, confrontandolo con altri archetipi femminili della letteratura come Lucia Mondella o Constance Bonacieux, e la riprende anche nel saggio letterario Sei passeggiate nei boschi narrativi